# Palawantimalia
Palawantimalia (Pellorneum cinereiceps) är en fågel i familjen marktimalior inom ordningen tättingar.

## Utseende
Palawantimalian är en liten (13 cm) timalia. Ovansidan är rosttonat ockrabrun, från hjässa till nacke mörkgrå. Undersidan är vit med smalt brunockra i ett bröstband och på flankerna. På huvudet syns ljusgrått på tygel, kinder och örontäckare. Arten är mycket lik klagotimalia med släktingar, men skiljer sig i färgen på hjässa, nacke och ovansida.

## Utbredning och systematik
Fågeln förekommer i södra Filippinerna (öarna Balabac och Palawan). Den behandlas som monotypisk, det vill säga att den inte delas in i några underarter.

### Släktestillhörighet
Palawantimalian placerades tidigare i släktet Malacocincla eller Trichastoma. Den förs dock oftast numera till Pellorneum efter DNA-studier.

## Levnadssätt
Palawantimalian hittas i både gammal och ung städsegrön lövskog, upp till 1300 meters höjd. Den ses även i buskmarker. Den ses vanligen enstaka eller i par, födosökande på eller nära marken, troligen efter ryggradslösa djur. 

### Häckning
Palawantimalian häckar från april till september. I det skålformade boet av gräs, rotting och döda bambublad lägger den två ägg.

## Status
Trots det begränsade utbredningsområdet och det faktum att den minskar i antal anses beståndet vara livskraftigt av internationella naturvårdsunionen IUCN.